# صديقتي سالي (فلم)
صديقتي سالي (بالإنجليزية: My Gal Sal) هو فيلم صدر في سنة 1942.

## بطولة
- ريتا هيوارث

## الميزانية والإيرادات
حقق أرباحا تقدر بمليوني دولار.

### ترشيحات وجوائز
| السنة | الحدث  | الفئة          | النتيجة  |
| ----- | ------ | -------------- | -------- |
|       | أوسكار | أفضل إنتاج فني | فـــــوز |

## وصلات خارجية
- صديقتي سالي على موقع IMDb (الإنجليزية)
- صديقتي سالي على موقع الموسوعة البريطانية (الإنجليزية)
- صديقتي سالي على موقع روتن توميتوز (الإنجليزية)
- صديقتي سالي على موقع نتفليكس (الإنجليزية)
- صديقتي سالي على موقع Turner Classic Movies (الإنجليزية)
- صديقتي سالي على موقع أول موفي (الإنجليزية)
- صديقتي سالي على موقع فيلمافينيتي (الإسبانية)
- صديقتي سالي على موقع قاعدة بيانات الأفلام السويدية (السويدية)
- صديقتي سالي على موقع قاعدة بيانات الفيلم (الإنجليزية)
- صديقتي سالي على موقع ليتربوكسد (الإنجليزية)